# 121-й окремий полк зв'язку (Україна)
121-й окремий полк зв'язку (в/ч А1214) — формування у складі Оперативного командування «Схід». ППД смт Черкаське Дніпропетровська область.

## Історія
В січні 1992 року особовий склад в/ч 42739 склав присягу на вірність українському народові.
Станом на 23 червня 2006 року формування мало назву 121-й окремий гвардійський лінійно-вузловий Фокшано-Мукденський орденів Олександра Невського і Червоної Зірки полк зв'язку.
Станом на 18 листопада 2015 року формування мало назву 121 окрема гвардійська Фокшано-Мукденська орденів Олександра Невського і Червоної Зірки бригада зв'язку, і в результаті загальновійськової реформи по виключенню радянський нагород і найменувань бригада отримала назву 121 окрема гвардійська бригада зв'язку.
22 серпня 2016 року у рамках загальновійськової реформи, з назви формування було виключено гвардійське найменування.

## Символіка
На емблемі старого зразка полку було зображено фігури, що притаманні козацькій геральдиці XVII—XVIII ст., — перехрещені пірнач і шаблю, зірку та півмісяць, розширений хрест у супроводі блискавок.

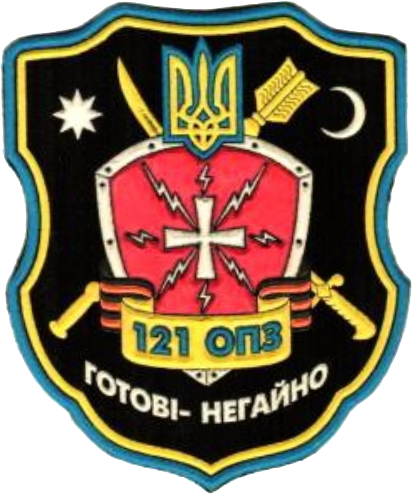
Старий нарукавний знак бригади
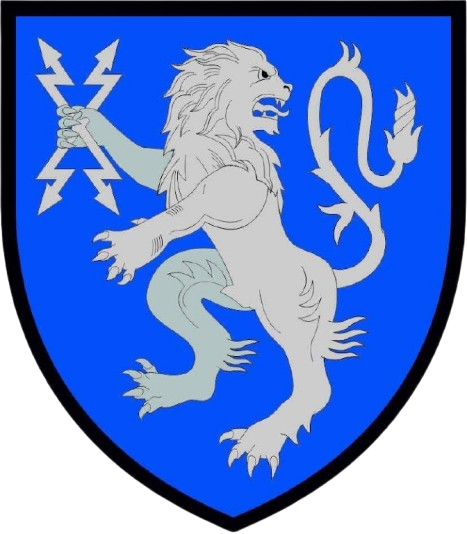
Сучасний нарукавний знак, 2025 рік

## Втрати бригади
- 29 серпня 2014 року під час виходу з оточення під Іловайськом в районі Новокатеринівки було підбито командирський «Уазик» і БТР зв'язку «Кушетка-Б» К1Ш1 під номером 004. Загинуло 4 військовослужбовці бригади: Кифоренко Борис Борисович,[6] Губа Яків Миколайович,[7] Солодовник Євген Олегович[8] і Юрковець Ігор Володимирович.[9] На фоні згорілого БТРу було сфотографовано колону бойових машин 247-го десантно-штурмового полку Повітряно-десантних військ РФ.